# Відбірковий турнір до чемпіонату Європи з футболу серед молодіжних команд 2011. Група 3
Група 3 у відбірковому турнірі, в якій брали участь молодіжні збірні таких країн, як Італія, Уельс, Угорщина, Боснія і Герцеговина та Люксембург.

## Турнірна таблиця
| Команда              | І | В | Н | П | ГЗ | ГП | РГ  | О  |
| -------------------- | - | - | - | - | -- | -- | --- | -- |
| Італія               | 8 | 5 | 1 | 2 | 12 | 5  | +7  | 16 |
| Уельс                | 8 | 5 | 1 | 2 | 15 | 6  | +9  | 16 |
| Угорщина             | 8 | 4 | 1 | 3 | 9  | 7  | +2  | 13 |
| Боснія і Герцеговина | 8 | 2 | 2 | 4 | 4  | 8  | -4  | 8  |
| Люксембург           | 8 | 1 | 1 | 6 | 2  | 16 | -14 | 4  |

Кваліфікація
- Італія зайнявши перше місце у групі, забезпечила собі місце у плей-оф кваліфікації.
- Уельс, Угорщина і Боснія і Герцеговина вибули.
- Люксембург зайняла останнє місце у групі.

## Матчі
| 27 березня 2009 19:30 CET |

| Люксембург | 0:0        | Уельс |
| ---------- | ---------- | ----- |
|            | Звіт матчу |       |

| Стад Ам Дейх, Еттельбрек Арбітр: Анте Вучемилович-Шимунович-молодший ( Хорватія) |

| 31 березня 2009 20:30 CET |

| Уельс                                                   | 5:1        | Люксембург   |
| ------------------------------------------------------- | ---------- | ------------ |
| Ірдлі 11 (пен.)' Браун 12' Кінг 34' Черч 41' Вілсон 79' | Звіт матчу | Полідорі 57' |

| Парк-І-Скарлетс, Лланеллі Арбітр: Марко Борг ( Мальта) |

| 6 червня 2009 20:15 CET |

| Угорщина                            | 3:0        | Люксембург |
| ----------------------------------- | ---------- | ---------- |
| Пресінгер 14' Коман 36' Корчмар 72' | Звіт матчу |            |

| ЕТО Парк, Дьєр Арбітр: Артем Кучин ( Казахстан) |

| 10 червня 2009 19:30 CET |

| Люксембург | 0:1        | Угорщина   |
| ---------- | ---------- | ---------- |
|            | Звіт матчу | Філкор 14' |

| Йос Носбаум, Дюделанж Арбітр: Ігор Сатчий ( Молдова) |

| 12 серпня 2009 20:30 CET |

| Уельс                                   | 4:1        | Угорщина    |
| --------------------------------------- | ---------- | ----------- |
| Макдональд 16' Еванс 36' 41' Кінг 90+1' | Звіт матчу | Корчмар 18' |

| Рейскорс, Рексем Арбітр: Христос Еліа ( Кіпр) |

| 4 вересня 2009 17:00 CET |

| Боснія і Герцеговина | 0:1        | Люксембург  |
| -------------------- | ---------- | ----------- |
|                      | Звіт матчу | Твімуму 75' |

| Кошево, Сараєво Арбітр: Ангел Ангелов ( Болгарія) |

| 4 вересня 2009 20:45 CET |

| Уельс                | 2:1        | Італія      |
| -------------------- | ---------- | ----------- |
| Рібейро 8' Ремзі 68' | Звіт матчу | Палоскі 23' |

| Ліберті, Суонсі Арбітр: Максим Лаюшкін ( Росія) |

| 8 вересня 2009 21:00 CET |

| Італія                     | 2:0        | Люксембург |
| -------------------------- | ---------- | ---------- |
| Полі 45+1' Балотеллі 90+3' | Звіт матчу |            |

| Сільвіо Піола, Новара Арбітр: Албано Янку ( Албанія) |

| 10 жовтня 2009 13:45 CET |

| Уельс           | 2:0        | Боснія і Герцеговина |
| --------------- | ---------- | -------------------- |
| Еванс 56' 90+2' | Звіт матчу |                      |

| Рейскорс, Рексем Арбітр: Радек Матеєк ( Чехія) |

| 13 жовтня 2009 21:00 CET |

| Італія       | 1:1        | Боснія і Герцеговина |
| ------------ | ---------- | -------------------- |
| Марілунго 8' | Звіт матчу | Чорич 30'            |

| Даніло Мартеллі, Мантуя Арбітр: Дуарте Гомеш ( Португалія) |

| 13 листопада 2009 15:00 CET |

| Угорщина            | 2:0        | Італія |
| ------------------- | ---------- | ------ |
| Немет 15' Коман 88' | Звіт матчу |        |

| ЕТО Парк, Дьєр Арбітр: Марк Клаттенбург ( Англія) |

| 17 листопада 2009 17:00 CET |

| Люксембург | 0:4        | Італія                                    |
| ---------- | ---------- | ----------------------------------------- |
|            | Звіт матчу | Барілья 38' 77' Соріано 68' Марілунго 83' |

| Жозі Бартель, Люксембург Арбітр: Томас Вейльгор ( Данія) |

| 18 листопада 2009 16:00 CET |

| Боснія і Герцеговина | 2:1        | Уельс    |
| -------------------- | ---------- | -------- |
| Хаурдич 29' 66'      | Звіт матчу | Аллен 5' |

| Грбавиця, Сараєво Арбітр: Петтері Карі ( Фінляндія) |

| 2 березня 2010 19:00 CET |

| Люксембург | 0:1        | Боснія і Герцеговина |
| ---------- | ---------- | -------------------- |
|            | Звіт матчу | Чорич 73 (пен.)'     |

| Альфонс Тейс, Есперанж Арбітр: Вадим Директоренко ( Латвія) |

| 3 березня 2010 18:00 CET |

| Італія                | 2:0        | Угорщина |
| --------------------- | ---------- | -------- |
| Окака 25' Марроне 81' | Звіт матчу |          |

| Сентро д'Італья, Рієті Арбітр: Клеман Тюрпен ( Франція) |

| 11 серпня 2010 17:00 CET |

| Боснія і Герцеговина | 0:2        | Угорщина               |
| -------------------- | ---------- | ---------------------- |
|                      | Звіт матчу | Немет 79' Гоштоньї 82' |

| Билино Полє, Зениця Арбітр: Петер Зіппель ( Німеччина) |

| 3 вересня 2010 17:00 CET |

| Боснія і Герцеговина | 0:1        | Італія      |
| -------------------- | ---------- | ----------- |
|                      | Звіт матчу | Соріано 75' |

| Грбавиця, Сараєво Арбітр: Алан Блек ( Північна Ірландія) |

| 4 вересня 2010 17:30 CET |

| Угорщина | 0:1        | Уельс           |
| -------- | ---------- | --------------- |
|          | Звіт матчу | Робсон-Кану 68' |

| МОЛ Арена Шошто, Секешфегервар Арбітр: Карлуш Шистра ( Португалія) |

| 7 вересня 2010 17:00 CET |

| Італія        | 1:0        | Уельс |
| ------------- | ---------- | ----- |
| Мустаккіо 14' | Звіт матчу |       |

| Стадіо Адріатіко, Пескара Арбітр: Бас Нейгейс ( Нідерланди) |

| 7 вересня 2010 17:00 CET |

| Угорщина | 0:0        | Боснія і Герцеговина |
| -------- | ---------- | -------------------- |
|          | Звіт матчу |                      |

| Флоріан Альберт, Будапешт Арбітр: Арман Амірханян ( Вірменія) |

## Бомбардири
Станом на 7 вересня було забито 41 гол за 18 матчів, в середньому 2,28 голи за гру.
| Поз. | Гравець         | Країна               | Голи |
| ---- | --------------- | -------------------- | ---- |
| 1    | Чед Еванс       | Уельс                | 4    |
| 2    | Йосип Чорич     | Боснія і Герцеговина | 2    |
| 2    | Антоніо Барілья | Італія               | 2    |
| 2    | Гвідо Марілунго | Італія               | 2    |
| 2    | Крістіан Немет  | Угорщина             | 2    |
| 2    | Анес Хаурдич    | Боснія і Герцеговина | 2    |
| 2    | Володимир Коман | Угорщина             | 2    |
| 2    | Роберто Соріано | Італія               | 2    |
| 2    | Стефано Окака   | Італія               | 2    |
| 2    | Енді Кінг       | Уельс                | 2    |
| 2    | Жолт Корчмар    | Угорщина             | 2    |